# Kostas Martakis
Kostas Martakis (Atene, 25 maggio 1984) è un cantante greco conosciuto per la partecipazione a Dream Show nel 2006 e alla finale nazionale greca per l'Eurovision Song Contest 2008.
Kostas Martakis è nato ad Atene da Nikos Martakis e Labrini Martaki, di origini cretesi.

## Biografia
Martakis all'inizio guadagnò divenne famoso grazie al reality talent show Dream Show. Precedentemente aveva anche lavorato come modello e giocato a basket in leghe minori dilettantistiche, dove vinse alcune medaglie. Inoltre si è laureato in tecnologie informatiche presso l'American College of Greece. Poco dopo la sua apparizione su Dream Show, ha firmato un contratto con la Sony BMG Grecia e pubblicato il suo primo CD-singolo nell'estate del 2006 dal titolo Panda Mazi (sempre insieme). Nell'inverno 2006, Martakis cantò insieme a Despina Vandi e Giorgos Mazonakis al night club REX, mentre nell'estate 2007 iniziò a cantare con Kelly Kelekidou e Dionisis Makris al "Summer Club Romeo".
Nel giugno del 2007 Martakis partecipò al concorso internazionale Musica New Wave Festival 2007 tenutosi in Lettonia, dove arrivò secondo.
Nello stesso mese pubblica il suo primo album in studio intitolato Anatropi (rovescio). L'album fu generalmente ben accolto, portandolo così a vincere il premio come "Best New Artist" presso i MAD Video Music Awards 2007.
Nel 2008 fu ingaggiato dalla Sony BMG Russia per pubblicare un album in inglese in tutti i paesi ex-sovietici, ma il progetto non fu mai materializzato e la sua collaborazione con la filiale russa terminò.

## Finale all'Eurovision Song Contest2008
Vedendo la sua crescente popolarità, ERT gli chiese di partecipare alla finale nazionale greca per l'Eurovision Song Contest 2008. Kostas Martakis gareggiò nella finale nazionale greca con una canzone di Dimitris Kontopoulos, con testi di Vicky Gerothodorou. La canzone, intitolata Always and Forever ("Sempre e per sempre"), è stata registrata in due diverse versioni: una pop rock, che originariamente doveva essere cantata durante la finale nazionale, e una dance. Martakis e la sua etichetta però preferirono utilizzare per la finale quest'ultima. La canzone vincitore dell'edizione fu però "Secret Combination" di Kalomoira, mentre la canzone di Martakis si piazzò al secondo posto. Dopo la finale nazionale greca, una cover in lingua russa di "Always and Forever", basata sulla versione dance e intitolata "С тобой навеки" (Con te per sempre) è stata pubblicata nei paesi dell'ex blocco sovietico, mentre nel dicembre 2008, "Always & Forever" il marchio americano Abercrombie & Fitch ha aggiunto la canzone nella playlist dei suoi negozi statunitensi, introducendo quindi il brano nel mercato americano.
Nell'autunno del 2008, Martakis partecipò allo show di apertura per il concerto di Jennifer Lopez Athenes in quanto fu scelto dagli organizzatori dell'evento dopo aver esaminato diverse proiezioni video di artisti greci. Nel novembre dello stesso anno il canale televisivo americano E! incluse Martakis tra i 25 Uomini più sexy del mondo, descrivendolo come un Dio Greco.

## Secondo album Pio Konta 2009 - presente
Nel marzo del 2009 fu annunciato che Kostas Martakis aveva firmato un contratto con la Universal Music Grecia.
In giugno Martakis ha pubblicato un singolo, disponibile per il download digitale, dal titolo "Pio Konta" (Più vicino) composto dai produttori svedesi Holter & Erikson; un video musicale ha debuttato poco dopo. Martakis pubblica il suo secondo album intitolato "Pio Konta" dal nome del primo singolo il 12 novembre 2009. 

## Discografia

### Album
- 2007 - Anatropi
- 2008 - Always and Forever
- 2008 - Anatropi - edizione speciale
- 2009 - Pio Konta
- 2011 - Entasi
- 2011 - Sex Indigo - edizione limitata
- 2013 - An Kapou Kapote
- 2016 - Sinora

### Singoli
- 2006: Panta Mazi
- 2008: Always and Forever